# Wimbledon-mesterskabet i mixed double
Wimbledon-mesterskabet i mixed double er en tennisturnering, der hvert år afvikles som en del af Wimbledon-mesterskaberne. Mesterskabet blev indført i 1913, samtidig med damedouble-mesterskabet, og det var reelt en fortsættelse af All England-mesterskabet i mixed double, der siden 1888 var blevet spillet som en del af Northern Association Tournament, som var blevet afviklet en gang om året i Manchester eller Liverpool.
Fra 1913 til 1924 var mesterskabet officielt sanktioneret af International Lawn Tennis Federation som verdensmesterskab i tennis på græs.
Amerikaneren Elizabeth Ryan har vundet flest Wimbledon-titler i mixed double, idet hun fra 1919 til 1932 vandt titlen syv gange med fem forskellige partnere. Tre af titlerne, i 1919, 1921 og 1923, blev vundet sammen med Randolph Lycett, mens de sidste fire titler blev vundet i konstellation med henholdsvis Francis Hunter (1927), Patrick Spence (1928), Jack Crawford (1930) og Enrique Maier (1932).
Mesterskabet blev ikke spillet i perioden 1915-18 på grund af første verdenskrig, i 1940-45 på grund af anden verdenskrig, og i 2020 blev det aflyst på grund af COVID-19-pandemien.

## Vindere og finalister
| År      | Mestre                                           | Finalister                                  | Finaleresultat                            |
| ------- | ------------------------------------------------ | ------------------------------------------- | ----------------------------------------- |
| 1913    | Hope Crisp (1) Agnes Tuckey (1)                  | James Cecil Parke Ethel Thomson Larcombe    | 3−6, 5−3 opg.                             |
| 1914    | James Cecil Parke (1) Ethel Thomson Larcombe (1) | Tony Wilding Marguerite Broquedis           | 4−6, 6−4, 6−2                             |
| 1915-18 | Ingen turneringer pga. første verdenskrig        | Ingen turneringer pga. første verdenskrig   | Ingen turneringer pga. første verdenskrig |
| 1919    | Randolph Lycett (1) Elizabeth Ryan (1)           | Albertem Prebble Dorothea Lambert Chambers  | 6−0, 6−0                                  |
| 1920    | Gerald Patterson (1) Suzanne Lenglen (1)         | Randolph Lycett Elizabeth Ryan              | 7−5, 6−3                                  |
| 1921    | Randolph Lycett (2) Elizabeth Ryan (2)           | Max Woosnam Phillis Howkins                 | 6−3, 6−1                                  |
| 1922    | Pat O'Hara Wood (1) Suzanne Lenglen (2)          | Randolph Lycett Elizabeth Ryan              | 6−4, 6−3                                  |
| 1923    | Randolph Lycett (3) Elizabeth Ryan (3)           | Lewis Deane Dorothy Shepherd-Barron         | 6−4, 7−5                                  |
| 1924    | John Gilbert (1) Kathleen McKane (1)             | Leslie Godfree Dorothy Shepherd-Barron      | 6−3, 3−6, 6−3                             |
| 1925    | Jean Borotra (1) Suzanne Lenglen (3)             | Umberto de Morpurgo Elizabeth Ryan          | 6−3, 6−3                                  |
| 1926    | Leslie Godfree (1) Kathleen McKane Godfree (2)   | Howard Kinsey Mary Browne                   | 6−3, 6−4                                  |
| 1927    | Francis Hunter (1) Elizabeth Ryan (4)            | Leslie Godfree Kathleen McKane Godfree      | 8−6, 6−0                                  |
| 1928    | Patrick Spence (1) Elizabeth Ryan (5)            | Jack Crawford Daphne Akhurst Cozens         | 7−5, 6−4                                  |
| 1929    | Francis Hunter (2) Helen Wills Moody (1)         | Ian Collins Joan Fry Lakeman                | 6−1, 6−4                                  |
| 1930    | Jack Crawford (1) Elizabeth Ryan (6)             | Daniel Prenn Hilde Krahwinkel               | 6−1, 6−3                                  |
| 1931    | George Lott (1) Anna McCune Harper (1)           | Ian Collins Joan Ridley                     | 6−3, 1−6, 6−1                             |
| 1932    | Enrique Maier (1) Elizabeth Ryan (7)             | Harry Hopman Josane Sigart                  | 7−5, 6−2                                  |
| 1933    | Gottfried von Cramm (1) Hilde Krahwinkel (1)     | Norman Farquharson Mary Heeley              | 7−5, 8−6                                  |
| 1934    | Ryuki Miki (1) Dorothy Round Little (1)          | Henry Austin Dorothy Shepherd-Barron        | 3−6, 6−4, 6−0                             |
| 1935    | Fred Perry (1) Dorothy Round Little (2)          | Harry Hopman Nell Hall Hopman               | 7−5, 4−6, 6−2                             |
| 1936    | Fred Perry (2) Dorothy Round Little (3)          | Don Budge Sarah Palfrey Cooke               | 7−9, 7−5, 6−4                             |
| 1937    | Don Budge (1) Alice Marble (1)                   | Yvon Petra Simone Mathieu                   | 6−4, 6−1                                  |
| 1938    | Don Budge (2) Alice Marble (1)                   | Henner Henkel Sarah Palfrey Cooke           | 6−1, 6−4                                  |
| 1939    | Bobby Riggs (1) Alice Marble (1)                 | Frank Wilde Nancy Brown                     | 9−7, 6−1                                  |
| 1940-45 | Ingen turneringer pga. anden verdenskrig         | Ingen turneringer pga. anden verdenskrig    | Ingen turneringer pga. anden verdenskrig  |
| 1946    | Tom Brown (1) Louise Brough (1)                  | Geoff Brown Dorothy Bundy Cheney            | 6−4, 6−4                                  |
| 1947    | John Bromwich (1) Louise Brough Clapp (2)        | Colin Long Nancye Wynne Bolton              | 1−6, 6−4, 6−2                             |
| 1948    | John Bromwich (2) Louise Brough Clapp (3)        | Frank Sedgman Doris Hart                    | 6−2, 3−6, 6−3                             |
| 1949    | Eric Sturgess (1) Sheila Summers (1)             | John Bromwich Louise Brough Clapp           | 9−7, 9−11, 7−5                            |
| 1950    | Eric Sturgess (2) Louise Brough Clapp (4)        | Geoff Brown Patricia Canning Todd           | 11−9, 1−6, 6−4                            |
| 1951    | Frank Sedgman (1) Doris Hart (1)                 | Mervyn Rose Nancye Wynne Bolton             | 7−5, 6−2                                  |
| 1952    | Frank Sedgman (2) Doris Hart (2)                 | Enrique Morea Thelma Coyne Long             | 4−6, 6−3, 6−4                             |
| 1953    | Vic Seixas (1) Doris Hart (3)                    | Enrique Morea Shirley Fry Irvin             | 9−7, 7−5                                  |
| 1954    | Vic Seixas (2) Doris Hart (4)                    | Ken Rosewall Margaret Osborne duPont        | 5−7, 6−4, 6−3                             |
| 1955    | Vic Seixas (3) Doris Hart (5)                    | Enrique Morea Louise Brough Clapp           | 8−6, 2−6, 6−3                             |
| 1956    | Vic Seixas (4) Shirley Fry Irvin (1)             | Gardnar Mulloy Althea Gibson                | 2−6, 6−2, 7−5                             |
| 1957    | Mervyn Rose (1) Darlene Hard (1)                 | Neale Fraser Althea Gibson                  | 6−4, 7−5                                  |
| 1958    | Bob Howe (1) Lorraine Coghlan Robinson (1)       | Kurt Nielsen Althea Gibson                  | 6−3, 13−11                                |
| 1959    | Rod Laver (1) Darlene Hard (2)                   | Neale Fraser Maria Bueno                    | 6−4, 6−3                                  |
| 1960    | Rod Laver (2) Darlene Hard (3)                   | Bob Howe Maria Bueno                        | 13−11, 3−6, 8−6                           |
| 1961    | Fred Stolle (1) Lesley Turner Bowrey (1)         | Bob Howe Edda Buding                        | 11−9, 6−2                                 |
| 1962    | Neale Fraser (1) Margaret Osborne duPont (1)     | Dennis Ralston Ann Haydon Jones             | 2−6, 6−3, 13−11                           |
| 1963    | Ken Fletcher (1) Margaret Court (1)              | Bob Hewitt Darlene Hard                     | 11−9, 6−4                                 |
| 1964    | Fred Stolle (2) Lesley Turner Bowrey (2)         | Ken Fletcher Margaret Court                 | 6−4, 6−4                                  |
| 1965    | Ken Fletcher (2) Margaret Court (2)              | Tony Roche Judy Tegart Dalton               | 12−10, 6−3                                |
| 1966    | Ken Fletcher (3) Margaret Court (3)              | Dennis Ralston Billie Jean King             | 4−6, 6−3, 6−3                             |
| 1967    | Owen Davidson (1) Billie Jean King (1)           | Ken Fletcher Maria Bueno                    | 7−5, 6−2                                  |
| 1968    | Ken Fletcher (4) Margaret Court (4)              | Aleks Metreveli Olga Morozova               | 6−1, 14−12                                |
| 1969    | Fred Stolle (3) Ann Haydon Jones (1)             | Tony Roche Judy Tegart Dalton               | 6−2, 6−3                                  |
| 1970    | Ilie Năstase (1) Rosemary Casals (1)             | Aleks Metreveli Olga Morozova               | 6−3, 4−6, 9−7                             |
| 1971    | Owen Davidson (2) Billie Jean King (2)           | Marty Riessen Margaret Court                | 3−6, 6−2, 15−13                           |
| 1972    | Ilie Năstase (2) Rosemary Casals (2)             | Kim Warwick Evonne Goolagong Cawley         | 6−4, 6−4                                  |
| 1973    | Owen Davidson (3) Billie Jean King (3)           | Raúl Ramírez Janet Newberry                 | 6−3, 6−2                                  |
| 1974    | Owen Davidson (4) Billie Jean King (4)           | Mark Farrell Lesley Charles                 | 6−3, 9−7                                  |
| 1975    | Marty Riessen (1) Margaret Court (5)             | Allan Stone Betty Stöve                     | 6−4, 7−5                                  |
| 1976    | Tony Roche (1) Françoise Dürr (1)                | Dick Stockton Rosemary Casals               | 6−3, 2−6, 7−5                             |
| 1977    | Bob Hewitt (1) Greer Stevens (1)                 | Frew McMillan Betty Stöve                   | 3−6, 7−5, 6−4                             |
| 1978    | Frew McMillan (1) Betty Stöve (1)                | Ray Ruffels Billie Jean King                | 6−2, 6−2                                  |
| 1979    | Bob Hewitt (2) Greer Stevens (2)                 | Frew McMillan Betty Stöve                   | 7−5, 7−6(7)                               |
| 1980    | John Austin (1) Tracy Austin (1)                 | Mike Antonopolis Dianne Fromholtz Balestrat | 4−6, 7−6(6), 6−3                          |
| 1981    | Frew McMillan (2) Betty Stöve (2)                | John Austin Tracy Austin                    | 4−6, 7−6(2), 6−3                          |
| 1982    | Kevin Curren (1) Anne Smith (1)                  | John Lloyd Wendy Turnbull                   | 2−6, 6−3, 7−5                             |
| 1983    | John Lloyd (1) Wendy Turnbull (1)                | Steve Denton Billie Jean King               | 6−7(5), 7−6(5), 7−5                       |
| 1984    | John Lloyd (2) Wendy Turnbull (2)                | Steve Denton Kathy Jordan                   | 6−3, 6−3                                  |
| 1985    | Paul McNamee (1) Martina Navratilova (1)         | John Fitzgerald Elizabeth Sayers Smylie     | 7−5, 4−6, 6−2                             |
| 1986    | Ken Flach (1) Kathy Jordan (1)                   | Heinz Günthardt Martina Navratilova         | 6−3, 7−6(7)                               |
| 1987    | Jeremy Bates (1) Jo Durie (1)                    | Darren Cahill Nicole Provis                 | 7−6(10), 6−3                              |
| 1988    | Sherwood Stewart (1) Zina Garrison (1)           | Kelly Jones Gretchen Magers                 | 6−1, 7−6(3)                               |
| 1989    | Jim Pugh (1) Jana Novotná (1)                    | Mark Kratzmann Jenny Byrne                  | 6−4, 5−7, 6−4                             |
| 1990    | Rick Leach (1) Zina Garrison (2)                 | John Fitzgerald Elizabeth Sayers Smylie     | 7−5, 6−2                                  |
| 1991    | John Fitzgerald (1) Elizabeth Sayers Smylie (1)  | Jim Pugh Natasja Zvereva                    | 7−6(4), 6−2                               |
| 1992    | Cyril Suk (1) Larisa Savchenko-Neiland (1)       | Jacco Eltingh Miriam Oremans                | 7−6(2), 6−2                               |
| 1993    | Mark Woodforde (1) Martina Navratilova (2)       | Tom Nijssen Manon Bollegraf                 | 6−3, 6−4                                  |
| 1994    | Todd Woodbridge (1) Helena Suková (1)            | T.J. Middleton Lori McNeil                  | 3−6, 7−5, 6−3                             |
| 1995    | Jonathan Stark (1) Martina Navratilova (3)       | Cyril Suk Gigi Fernández                    | 6−4, 6−4                                  |
| 1996    | Cyril Suk (2) Helena Suková (2)                  | Mark Woodforde Larisa Savchenko-Neiland     | 1−6, 6−3, 6−2                             |
| 1997    | Cyril Suk (3) Helena Suková (3)                  | Andrej Olkhovskij Larisa Savchenko-Neiland  | 4−6, 6−3, 6−4                             |
| 1998    | Maks Mirnyj (1) Serena Williams (1)              | Mahesh Bhupathi Mirjana Lučić               | 6−4, 6−4                                  |
| 1999    | Leander Paes (1) Lisa Raymond (1)                | Jonas Björkman Anna Kurnikova               | 6−4, 3−6, 6−3                             |
| 2000    | Donald Johnson (1) Kimberly Po (1)               | Lleyton Hewitt Kim Clijsters                | 6−4, 7−6(3)                               |
| 2001    | Leoš Friedl (1) Daniela Hantuchová (1)           | Mike Bryan Anke Huber                       | 4−6, 6−3, 6−2                             |
| 2002    | Mahesh Bhupathi (1) Jelena Likhovtseva (1)       | Kevin Ullyett Daniela Hantuchová            | 6−2, 1−6, 6−1                             |
| 2003    | Leander Paes (2) Martina Navratilova (4)         | Andy Ram Anastasija Rodionova               | 6−3, 6−3                                  |
| 2004    | Wayne Black (1) Cara Black (1)                   | Todd Woodbridge Alicia Molik                | 3−6, 7−6(8), 6−4                          |
| 2005    | Mahesh Bhupathi (2) Mary Pierce (1)              | Paul Hanley Tatjana Perebyjnis              | 6−4, 6−2                                  |
| 2006    | Andy Ram (1) Vera Zvonarjova (1)                 | Bob Bryan Venus Williams                    | 6−3, 6−2                                  |
| 2007    | Jamie Murray (1) Jelena Janković (1)             | Jonas Björkman Alicia Molik                 | 6−4, 3−6, 6−1                             |
| 2008    | Bob Bryan (1) Samantha Stosur (1)                | Mike Bryan Katarina Srebotnik               | 7−5, 6−4                                  |
| 2009    | Mark Knowles (1) Anna-Lena Grönefeld (1)         | Leander Paes Cara Black                     | 7−5, 6−3                                  |
| 2010    | Leander Paes (3) Cara Black (2)                  | Wesley Moodie Lisa Raymond                  | 6-4, 7-6(5)                               |
| 2011    | Jürgen Melzer (1) Iveta Benešová (1)             | Mahesh Bhupathi Jelena Vesnina              | 6−3, 6−2                                  |
| 2012    | Mike Bryan (1) Lisa Raymond (2)                  | Leander Paes Jelena Vesnina                 | 6−3, 5−7, 6−4                             |
| 2013    | Daniel Nestor (1) Kristina Mladenovic (1)        | Bruno Soares Lisa Raymond                   | 5−7, 6−2, 8−6                             |
| 2014    | Nenad Zimonjić (1) Samantha Stosur (1)           | Maks Mirnyj Chan Hao-ching                  | 6−4, 6−2                                  |
| 2015    | Leander Paes (4) Martina Hingis (1)              | Alexander Peya Tímea Babos                  | 6−1, 6−1                                  |
| 2016    | Henri Kontinen (1) Heather Watson (1)            | Robert Farah Anna-Lena Grönefeld            | 7−6(5), 6−4                               |
| 2017    | Jamie Murray (2) Martina Hingis (2)              | Henri Kontinen Heather Watson               | 6−4, 6−4                                  |
| 2018    | Alexander Peya (1) Nicole Melichar (1)           | Jamie Murray Viktorija Azarenka             | 7−6(1), 6−3                               |
| 2019    | Ivan Dodig (1) Latisha Chan (1)                  | Robert Lindstedt Jeļena Ostapenko           | 6−2, 6−3                                  |
| 2020    | Ingen turnering pga. COVID-19-pandemien.         | Ingen turnering pga. COVID-19-pandemien.    | Ingen turnering pga. COVID-19-pandemien.  |
| 2021    | Neal Skupski (1) Desirae Krawczyk (1)            | Joe Salisbury Harriet Dart                  | 6−2, 7−6(1)                               |
| 2022    | Neal Skupski (2) Desirae Krawczyk (2)            | Matthew Ebden Samantha Stosur               | 6−4, 6−3                                  |
| 2023    | Mate Pavić (1) Ljudmyla Kitjenok (1)             | Joran Vliegen Xu Yifan                      | 6−4, 6−7(9), 6−3                          |
| 2024    | Jan Zieliński (1) Hsieh Su-Wei (1)               | Santiago González Giuliana Olmos            | 6−4, 6−2                                  |
| 2025    | Sem Verbeek (1) Kateřina Siniaková (1)           | Joe Salisbury Luisa Stefani                 | 7−6(3), 7−6(3)                            |